# 入谷出入口
入谷出入口（いりやでいりぐち）は、東京都台東区にある首都高速道路1号上野線の出入口である。

## 接続する道路
- 昭和通り（国道4号）

1号上野線の終点で、昭和通りの中央3車線（入口2車線、出口1車線）から直進で本線につながる構造である。至近で言問通りと交差しているが、流出路は右左折禁止となっているため、当出口で流出して言問通りへ入ることはできない。言問通りから右左折で当入口を利用することは可能。

## 周辺
- 言問通り（東京都道319号環状三号線）
- 清洲橋通り
- 入谷駅
- 鶯谷駅
- オンダ本社
- 三ノ輪駅

## 隣
首都高速1号上野線
(183)上野出入口 - 北上野TB（銀座方面） - (185)入谷出入口